# Alte Synagoge (Ternopil)

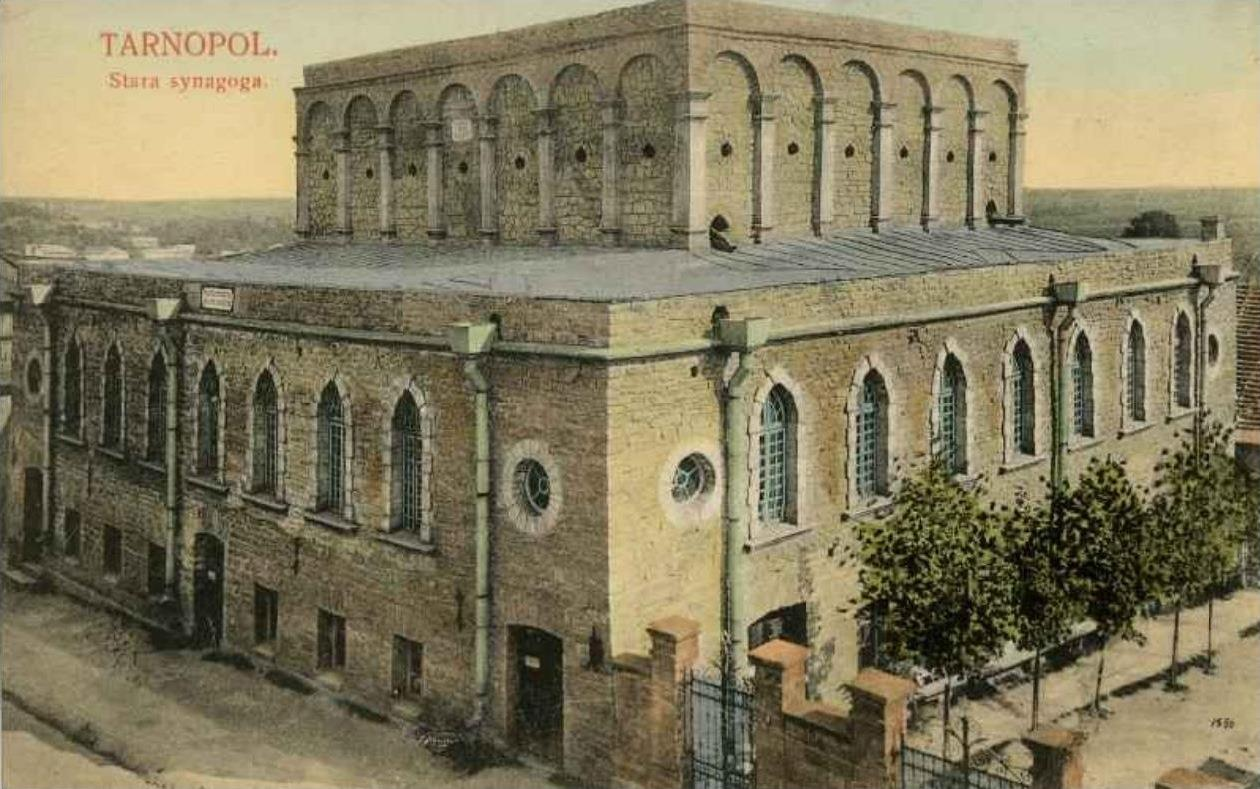
Bild der Synagoge (1908)

Die Alte Synagoge in Ternopil, einer ukrainischen Stadt in der gleichnamigen Oblast, wurde nach 1623 gebaut und im Zweiten Weltkrieg zerstört.

## Geschichte
1623 wurde den Juden Ternopils erlaubt, eine Synagoge zu bauen. Vermutlich wurde diese als Wehrsynagoge an der Stelle einer durch Feuer zerstörten hölzernen Synagoge errichtet. Das genaue Baudatum ist nicht bekannt, aber sie existierte bereits während des Chmelnyzkyj-Aufstands ab 1648. Damals war sie Teil der städtischen Befestigungsanlagen.
Von 1665 bis 1671 wurde sie grundlegend umgebaut. Weitere Umbauten fanden 1772 und im größeren Stil im 19. Jahrhundert statt.
Nach dem Beginn des Deutsch-Sowjetischen Krieges wurde sie Anfang Juli 1941 in Brand gesteckt. Als die Rote Armee im März und April Ternopil zurückeroberte, wurde sie bei Kampfhandlungen zerstört.

## Architektur
Die rechteckige Haupthalle hatte im Inneren die Maße von 15,75 × 12,00 m. Im Westen gab es eine Vorhalle und an der Nordostseite den Gebetsraum für die Frauen. Es ist nicht klar, ob diese Anbauten gleich beim Bau der Synagoge mitgebaut wurden oder von später sind. Sie waren einstöckig und damit niedriger als die Haupthalle. Diese selbst lag erheblich tiefer als die sie umgebenden Gebäudeteile und hatte ein Tonnengewölbe. Eine Attika verdeckte das Dach. An den Seitenwänden befanden sich (vermutlich) je drei Spitzbogenfenster in größerer Höhe.
Bei den späteren grundlegenden Umbauten wurden die Vorhalle und der Gebetsraum der Frauen um ein Stockwerk erhöht und mit Spitzbogenfenstern versehen. Auch die Attika wurde erheblich höher gestaltet. Dem ganzen Gebäude wurde von außen ein rustikales Aussehen gegeben.
Der Toraschrein hatte einen steinernen Rahmen im Stil des Barock.
Die Bima war laubenähnlich aus Gusseisen mit dekorativen Elementen gefertigt.